# بيت ستام
بيت ستام (بالهولندية: Piet Stam)‏ (20 فبراير 1919 – 5 يوليو 1996) هو سبّاح هولندي راحل، مثّل بلاده في الألعاب الأولمبية الصيفية 1936.

## روابط خارجية
بيت ستام على موقع أوليمبيديا (الإنجليزية)